# 성남신흥초등학교
성남신흥초등학교(城南新興初等學校)는 대한민국 경기도 성남시 수정구에 있는 공립 초등학교이다.

## 학교 연혁
- 1988년 12월 27일 '성남신흥초등학교' 설립인가
- 1991년 9월 1일 '성남신흥초등학교' 개교
- 1991년 9월 1일 초대 황영준 교장선생님 취임
- 1993년 2월 16일 제1회 졸업식
- 1996년 3월 1일 성남신흥초등학교 교명 변경
- 1998년 4월 3일 급식소 및 4개교실 증축
- 2013년 2월 28일 학교 진입로 공사
- 2013년 8월 20일 어린이 놀이터 설치
- 2013년 12월 30일 계단 미끄럼 방지턱 및 안전난간 설치
- 2015년 2월 17일 제23회 졸업식(졸업생 2,464명)
- 2015년 3월 1일 제10대 김영옥 교장 선생님 취임
- 2015년 3월 1일 23학급 및 돌봄교실 2학급 편성

## 학교 상징
- 교목(校木) - 느티나무
- 교화(敎化) - 개나리

## 참고 자료
- 성남신흥초등학교 - 한국교육학술정보원 학교알리미